# 場所請負制
場所請負制（ばしょうけおいせい）は、江戸時代の松前藩政下における家臣の知行形態である商場（場所）知行制から発生した、蝦夷地特有の流通制度。

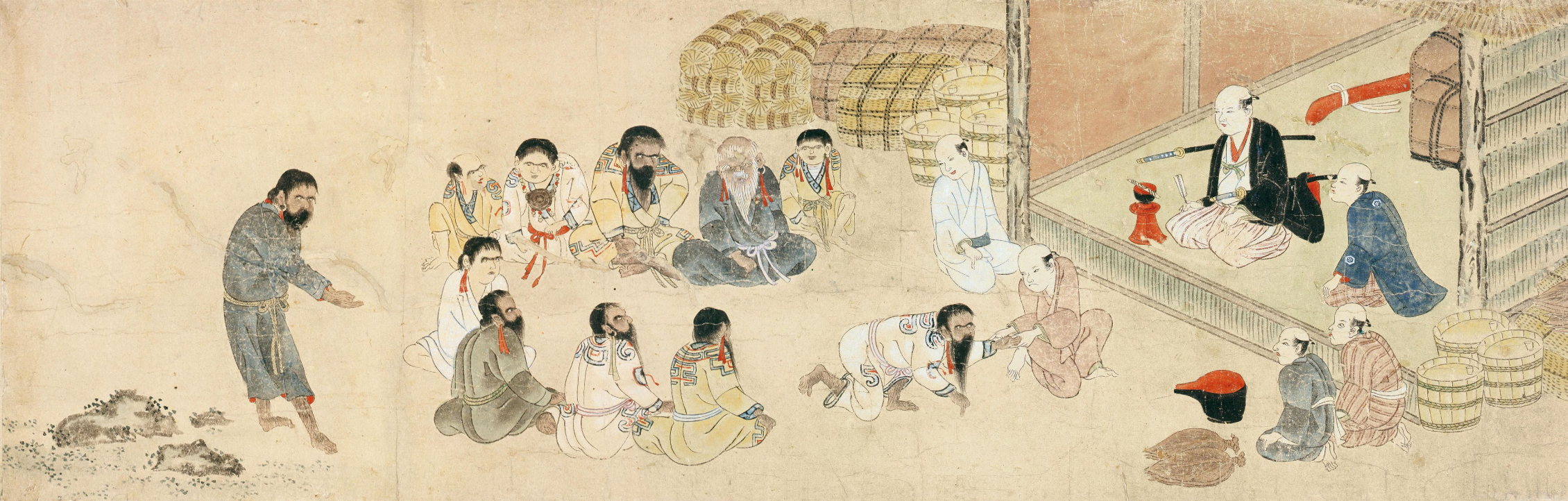
小玉貞良のアイヌ絵に描かれた、交易場所での和人とアイヌ

## 発生の背景
江戸時代の農業技術では寒冷な地域で稲を栽培することが困難であり、蝦夷地を支配する松前藩では、地勢的に米の収穫が望めなかった。そのため松前藩において藩主が家臣に与える俸禄は石高に基づく地方知行ではなく、いわゆる商場（場所）知行制をもって主従関係を結んでいた。この制度は、蔵入地以外の蝦夷地及び和人地において給地に相当するものとして漁場およびアイヌとの交易地域である商場（場所）を設け、そこでの交易権を知行として家臣に分与する制度である。
和人地の給地では漁民からの現物税の徴収権があり地方知行とほぼ同様な形態であったが、和人地の大半は松前藩の蔵入地だったため、家臣の大半の給地は蝦夷地にあった。また、その給地内においても採金、鷹待、鮭鱒漁、伐木等の権利は全て藩主に属した。知行主に認められていたのは、年1回自腹で船を仕立てて交易することのみであった。
このような状況下で潤沢な資本力を持つ近江商人などが松前に出店を置いて本格的に進出して来た。知行を持つ家臣たちは、商人から交易用の物資や生活費までもを借りて交易に従事し、その結果得た商品を商人に渡して償還するようになった。しかし、次第に蝦夷地の交易が複雑化して資本的・技術的に武士の手に負えなくなって負債がかさみ、交易権そのものを「場所請負人」の名目で商人に代行させて知行主は一定の運上金を得るという制度に18世紀初頭移行した。これが場所請負制度である。

### 場所請負制成立後の行政

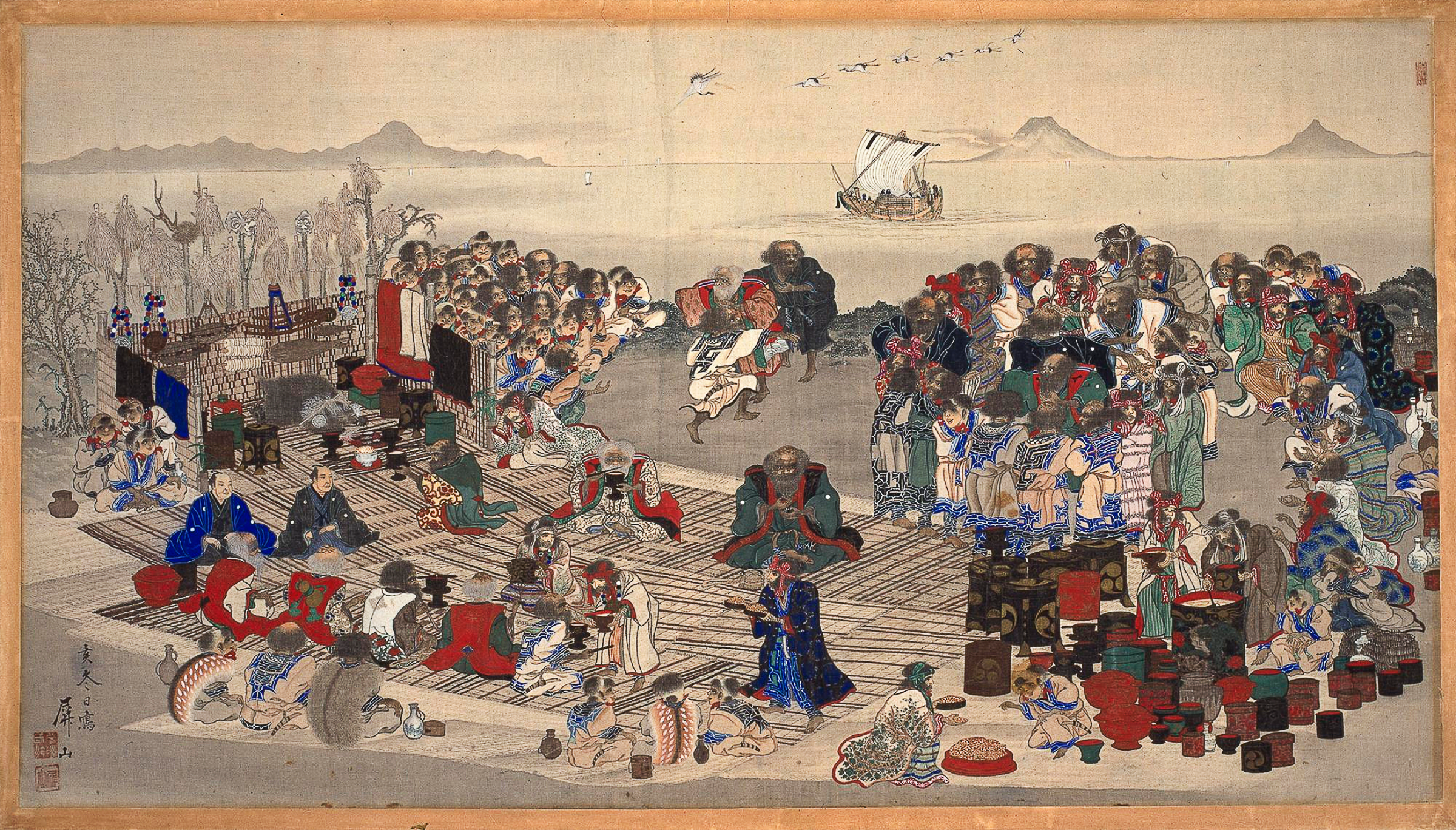
イオマンテの祝宴。村人は宴と踊りに興じる。祭壇前の上座には、場所の支配人と思しき和人が座す。平沢屏山が1875年に描いたアイヌ絵より

当時の北海道や樺太および北方領土の行政は、概ね知行地（場所）ごとに地域区分が行われ、本州以南に準じて郷村制が敷かれた。知行地について、文献には「場所」のほか「領」の表現も見られる。場所請負人は、知行主に代わって行政権を行使した。また、アイヌは百姓身分に位置づけられていた。オムシャでは、老病者や子供に対し薬や御救米を支給（介抱）し、地元の有力者を役蝦夷（惣乙名・乙名・脇乙名・惣小使・小使・土産取などの役職）に任命した。役蝦夷は、藩や幕府からの掟書（法律）を平蝦夷（住民）に伝達したほか、住民を調べ宗門人別改帳（戸籍）の作製（江戸時代の日本の人口統計）、年貢米の代わりとなる獣皮など地元産品の納付や、労働力を把握し夫役（会所・運上屋や番屋等の雑役など様々）への動員などの業務をこなした。
なお、アイヌの漁撈には、雇用による漁場労働や自分稼ぎ（アイヌによる自営業）など様々な形態が存在した。当時は和人社会でも小作農をはじめ丁稚奉公や住み込み女中などの年季奉公が当然の時代であり、生活は決して楽ではなかったようである。
松前藩治世では和語の使用や和装などは禁止されたが、奉行の治世では解禁・推奨（和風化政策）し、和装した場合などに衣類や鬢付け油などの褒章が支給されたという。和風化は役蝦夷を中心に行われたが、平蝦夷にはあまり普及しなかった。「和風化」の普及率は地域差があり、場所経営に携わる和人担当者によっては、あまり積極的に行わない地域や、逆になかば強引に行われた例もあったと思われる。また、第二次幕領期以降は、蝦夷地で流行する疱瘡対策として住民に種痘なども行われた。

## 歴史
- 1700年代 松前藩の監督下の元、場所請負制への移行が進む。
- 1774年（安永2年） 松前道広藩主自身の抱える5400両の債務整理で4つの漁場が請負制となる。
- 1789年（天明8年） クナシリ・メナシの戦い（寛政蝦夷蜂起、寛政蝦夷の乱とも）。アイヌ乙名の不在中発生した、商取引や漁場での労働条件に不満を募らせたアイヌの蜂起（夷酋列像も参照）。
- 1795年（寛政7年） 通商を求め、ラクスマンが根室に来航。ロシアの南下政策に対する緊張が高まる。
- 1799年 東蝦夷地（蝦夷地太平洋側）を仮上知、公議御料（幕府直轄領）となる。アイヌに対し幕府による御救交易が行われたほか、東蝦夷地の場所請負制を直捌制とし[7]、交易の際幕吏が立会い商取引の不正を防止した。
- 1806年（文化3年） 西蝦夷地を公議御料とす。蝦夷地全域が幕府直轄領となり、東蝦夷地で場所請負制が無くなる。西蝦夷地については幕吏の監督下とし継続。
- 1812年 経費節減等の理由により、幕府による場所請負制の再開が決定[8]。翌年から入札制度の導入、アイヌの雑役（夫役）などの待遇改善が決定された。
- 1813年 場所請負制が19場所にて再開[9]。
- 1821年（文政4年） 松前藩復領。監督権が幕府から再び松前藩に移る。藩主の松前章広の死去（1833年）後は、藩の規律が乱れ再び請負人の権限が強まる。
- 1855年（嘉永7年） 第二次幕領期。蝦夷地が再び公議御料（幕府直轄領）となる。松前藩の領地は和人地の一部に限られる。公議御料となった地域は再び幕府の監督下に入り、請負人への監視が強化される。
- 1868年（明治元年） 開拓使により廃止が決定。

## 制度の終焉
場所請負制は明治2年9月に開拓使の島義勇によって廃止が明示されたが、場所請負人らの反対もあり同年10月漁場持（ぎょばもち）と名称を変え旧東蝦夷地（太平洋岸および千島）や増毛以北の旧西蝦夷地（日本海岸およびオホーツク海岸）でしばらく存続することとなった。これが原因となり、失望した松浦武四郎は役職を辞した。明治4年12月から5年2月にかけて、北海道の分領支配の廃止にともない漁場持の再任がおこなわれたが、石狩以南の旧分領支配地諸郡には漁場持の設定がされなかった。漁場持ちは明治9年9月の廃止まで存続した。

## 運上屋
運上家ともいう。場所請負人によって蝦夷地内（北海道・樺太・北方領土）の場所ごとに85か所設けられ、そこには支配人・通弁・帳役、番人が詰め、住民の撫育政策・オムシャもおこなわれた。この他に漁場ごとに番屋も置かれこちらにも番人が詰めた。運上屋は交易の拠点として設けられたが、やがて漁場の経営も取り扱うようになり、宿場（旅宿所･通行家）や松前藩の出先機関としても機能するようになった。蝦夷地が公儀御料となっていた頃には会所と呼ばれた。大政奉還の直前ころにこの運上屋は廃止となり、「本陣」と呼ばれる箱館奉行の出先機関となった。後志国余市郡（ヨイチ場所）には旧下ヨイチ運上家の遺構が残っている。